# Klasika Lemoiz
La Klasika Lemoiz est une course cycliste espagnole disputée au mois d'août près de Lemoiz (Biscaye), dans la communauté autonome du Pays basque. Elle est organisée par la SC Andraka. 
Avant sa disparition, cette épreuve faisait partie du Torneo Euskaldun. 

## Palmarès depuis 1996
| Année | Vainqueur            | Deuxième             | Troisième                |
| ----- | -------------------- | -------------------- | ------------------------ |
| 1996  | Ángel Castresana     | Pedro Horrillo       |                          |
| 1997  | ?                    | ?                    | ?                        |
| 1998  | Óscar Askasibar      | Mikel Artetxe        |                          |
| 1999  | ?                    | ?                    | ?                        |
| 2000  | Iván Martínez Agirre | David Herrero        | Jaume Rovira             |
| 2001  | Juan Fuentes         | Pedro Arreitunandia  | Lander Euba              |
| 2002  | ?                    | ?                    | ?                        |
| 2003  | Jorge García Marín   | Aitor Galdós         | David Pérez Íñiguez      |
| 2004  | Iker Mezo            | Víctor García        | Daniel Navarro           |
| 2005  | Nicholas Sanderson   | Antonio Cosme        | José Gómez Maldonado     |
| 2006  | Rubén Reig           | Beñat Intxausti      | Javier Etxarri           |
| 2007  | Rubén Reig           | Higinio Fernández    | Eloy Carral              |
| 2008  | Ángel Madrazo        | Alberto Morrás       | Higinio Fernández        |
| 2009  | Pedro Palou          | Jon Gárate           | Unai Yus                 |
| 2010  | Marcos Jurado        | Illart Zuazubiskar   | Jesús Ezquerra           |
| 2011  | Karol Domagalski     | José Manuel González | Josué Moyano             |
| 2012  | Imanol Estévez       | Fernando Grijalba    | Loïc Chetout             |
| 2013  | Loïc Chetout         | Egoitz Fernández     | Juan Antonio López-Cózar |
| 2014  | Thomas Boudat        | Jonathan Lastra      | Jon Irisarri             |
| 2015  | Jon Irisarri         | Rafael Márquez       | Miguel Ángel Ballesteros |
| 2016  | Cyril Barthe         | Antonio Angulo       | Dzmitry Zhyhunou         |
| 2017  | Sergio Samitier      | Xavier Cañellas      | Javier Gil               |
| 2018  | David González López | Daniel Viejo         | Iker Ballarin            |
| 2019  | Santiago Mesa        | Juan Fernando Calle  | Álex Ruiz                |